# Bowling
Il bowling a 10 birilli, comunemente chiamato bowling, è uno sport praticato al chiuso, molto diffuso specialmente in Nord America. Il gioco consiste nell'abbattere il maggior numero di birilli, su un totale di 10, con una boccia dal peso variabile (da un minimo di 6 fino ad un massimo di 16 libbre, che corrispondono a circa 7 kg) provvista di tre fori nei quali va infilato il pollice e solo l'ultima falange del medio e dell'anulare.

## Principi generali
I birilli sono disposti in fondo alla pista rettilinea secondo uno schema triangolare:
La corretta tecnica di lancio prevede che il tiro venga effettuato poggiando la boccia sul palmo della mano rivolta verso l'alto, il gomito inclinato di 90° all'altezza del fianco e tenendo l'avambraccio teso e il polso dritto. La posizione di partenza è a gambe unite. Il gioco si svolge su una pista appositamente costruita in legno o materiale sintetico e delimitata da due "canali" (gutters), profondi non meno di 8,89 cm; vanno utilizzate scarpe con suole particolari (in pelle naturale o scamosciata) che aiutano a scivolare fino al bordo della zona di lancio della pista (detta approach), dove la boccia viene lanciata e percorre la sua traiettoria fino ai birilli. La pista viene debitamente oliata con un particolare lubrificante che, oltre a proteggere la pista stessa, consente lo scivolamento della boccia.
La partita si gioca in un numero libero di giocatori (nel caso di gioco amatoriale; mentre in competizione la partita avviene di norma testa a testa tra giocatori o squadre di giocatori), sulla distanza dei dieci turni. Ogni turno di gioco può prevedere due situazioni: o l'abbattimento di tutti i birilli (in questo caso il termine usato è strike), oppure l'abbattimento parziale degli stessi (in questo caso si ha diritto a un tiro supplementare per cercare di colpire i birilli rimanenti, e se ciò avviene il termine usato è spare).
Il punteggio massimo raggiungibile è 300, totale dato dalla somma di 12 strike consecutivi (1 strike ad ogni turno per i primi 9 turni, detti frame, 3 strike per l'ultimo frame). Quando alla fine del decimo turno si ottiene uno spare si ha diritto a un ulteriore singolo tiro aggiuntivo; nel caso in cui, sempre al turno conclusivo, il risultato del tiro sia uno strike, i tiri aggiuntivi diventano due.

## Storia

### Storia antica

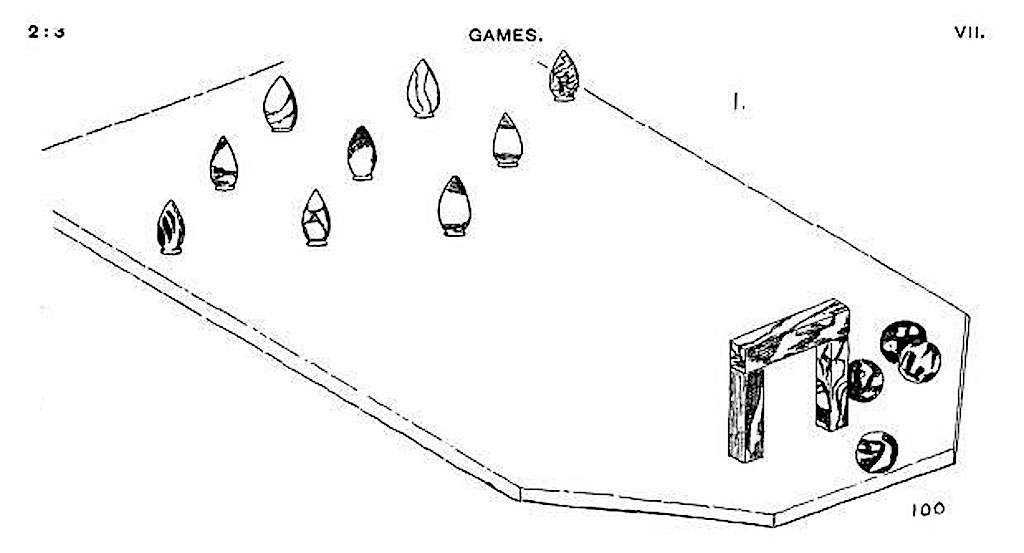
Il disegno dell'archeologo di oggetti trovati nel 1895 in un'antica tomba a Naqada, in Egitto, si pensava assomigliasse al più moderno gioco dei birilli. L'archeologo ha ipotizzato la particolare disposizione degli oggetti trovati.

Sembra che un gioco simile fosse in uso nel IV-III millennio a.C. nell'Antico Egitto. Nel 300 d.C., in Germania, un gioco di forma simile veniva giocato nelle chiese, il cui pavimento liscio poteva consentire alla boccia di raggiungere i birilli a forma di demoni.
Analogie possono essere ritrovate nel gioco contadino cinquecentesco della "Borella" nel Veneto. Nel gioco, si lanciava una grossa boccia di legno per colpire al volo tre birilli in legno allineati, alti circa 70 cm, chiamati sóni.
Il primo documento scritto risale ai tempi del re Edoardo III d'Inghilterra (1312-1377), ma le prime regole normalizzate furono stilate a New York il 9 settembre 1895 nel primo congresso americano di bowling (ABC). L'equivalente femminile, il WIBC (Woman International Bowling Congress) fu fondato più tardi, nel 1917. Nel 2005 vennero fusi assieme all'alleanza giovanile (YABA) nell'United States Bowling Congress (USBC).
L'associazione professionisti PBA, fondata nel 1959, lavora in campo internazionale congiuntamente all'analoga britannica, la PTBC.

### Storia post-classica
Nel 1299 fu costruito il più antico campo da bocce conosciuto sopravvissuto per il bowling in stile bersaglio: Master's Close (ora Old Bowling Green del Southampton Bowling Club) a Southampton, in Inghilterra, che è ancora in uso.
Nel 1325 furono approvate leggi a Berlino e Colonia che limitavano le scommesse sul bowling a cinque scellini.

### Storia moderna

#### Dal XVI al XVIII secolo
Nel 1511, il re inglese Enrico VIII era un appassionato giocatore di bocce. Vietò il bowling per le classi inferiori e impose una tassa per le corsie private per limitarle ai ricchi. Un'altra legge inglese, approvata nel 1541 (abrogata nel 1845), proibiva ai lavoratori di giocare a bowling, tranne che a Natale, e solo in casa del loro padrone e in sua presenza. Nel 1530, acquisì Whitehall Palace nel centro di Londra come sua nuova residenza, facendolo ricostruire ampiamente completo di piste da bowling all'aperto, campo da tennis coperto, giostre e buca per i combattimenti di galli.
Il fondatore della Riforma protestante Martin Lutero stabilì il numero di birilli (che variava da 3 a 17) a nove. Fece costruire una pista da bowling vicino a casa sua per i suoi figli, a volte facendo rotolare lui stesso una palla.
Nel 1670, agli olandesi piaceva giocare a bowling alla Old King's Arms Tavern vicino all'odierna 2nd e Broadway a New York.
Nel 1733, Bowling Green a New York fu costruito sul sito di un mercato del bestiame olandese e di una piazza d'armi, diventando il parco pubblico più antico della città sopravvissuto fino ai tempi moderni.

#### Dal XIX secolo
Un dipinto di Ipswich, in Inghilterra, del 1810 circa, mostra un uomo che gioca a bowling con una formazione triangolare di dieci birilli, prima che si credesse che quella variante di questo sport fosse apparsa negli Stati Uniti. Un avviso d'asta del 1828, sempre a Ipswich, menziona esplicitamente "i campi da dieci birilli".
Nel 1819, lo scrittore di New York Washington Irving fece la prima menzione del bowling a nove birilli nella letteratura americana nel suo racconto "Rip Van Winkle".
Alla fine del 1830, il Knickerbocker Hotel di New York ospitava una pista da bowling a tre corsie.
Nel 1848, le rivoluzioni del 1848 portarono a un'immigrazione tedesca accelerata negli Stati Uniti, raggiungendo i 5 milioni nel 1900, portando con sé il loro amore per la birra e il bowling; alla fine del XIX secolo fecero di New York un centro di bowling.
Nel 1848, la Scottish Bowling Association per il bowling su prato fu fondata in Scozia da 200 club; fu sciolta e poi rifondata nel 1892.
Il 9 settembre 1895, le moderne regole standardizzate per il bowling a dieci birilli furono stabilite a New York dal nuovo American Bowling Congress (ABC) (in seguito United States Bowling Congress), che cambiò il sistema di punteggio da un massimo di 200 punti per 20 palline a un massimo di 300 punti per 12 palline e impostare il peso massimo della pallina a 7,3 kg e la distanza dei perni a 30 cm. Il primo campione della ABC (1906-1921) fu Jimmy Smith (1885-1948). Nel 1927 la signora Floretta "Doty" McCutcheon (1888–1967) sconfisse Smith in un incontro di esibizione, fondando una scuola che insegnò a 500.000 donne a giocare a bowling.

#### Dal XX secolo
Nel 1903 la English Bowling Association fu fondata dal giocatore di cricket W. G. Grace. Il 1 ° gennaio 2008 si è fusa con la English Women's Bowling Association per diventare Bowls England. L'ABC inizialmente usava palle da bowling fatte di legno duro Lignum vitae dei Caraibi, che alla fine furono soppiantate dalla palla da bowling in gomma "Evertrue" e dalla palla in gomma Brunswick "Mineralite" nel 1905. La Columbia Industries, fondata nel 1960, fu il primo produttore ad utilizzare con successo la resina poliestere ("plastica") nelle palle da bowling. Nel 1980, le palle da bowling in uretano furono introdotte da Ebonite.
Nel settembre 1907 la Victorian Ladies 'Bowling Association fu fondata a Melbourne, diventando la prima associazione femminile di bowling su prato al mondo. Alla fine del 1916 il Women's International Bowling Congress (originariamente Woman's National Bowling Association) fu fondato a Saint Louis, Missouri, fondendosi con lo United States Bowling Congress nel 2005. Il 2 ottobre 1921 l'annuale Petersen Open Bowling Tournament (alias The Pete) si tenne per la prima volta a Chicago, Illinois, diventando il torneo di bowling più ricco della giornata. Nel 1998 è stata rilevata dall'AMF.
Nel 1926 l'International Bowling Association (IBA) fu costituita da Stati Uniti, Svezia, Germania, Paesi Bassi e Finlandia, organizzando quattro campionati del mondo entro il 1936. Il 21 marzo 1934 la National Bowling Writers Association fu fondata a Peoria, da quattro giornalisti di bowling; cambiò nome nel 1953 in Bowling Writers Association of America. Nell'agosto 1939 la National Negro Bowling Association fu fondata a Detroit, Michigan, eliminando Negro dal titolo nel 1944 e aprendo l'adesione a tutte le gare. Ha raggiunto i 30.000 membri nel 2007.
Nel 1942 la Bowling Proprietors Association of America (BPAA) tenne il suo primo torneo BPAA All-Star. Nel 1952 la Fédération Internationale des Quilleurs (FIQ) è stata fondata ad Amburgo, in Germania, per coordinare le competizioni amatoriali internazionali di bowling a nove e dieci birilli. Nel 1960 fu fondata la Professional Women's Bowling Association (PWBA) come prima associazione di bowling femminile professionale: è stata sciolta nel 2003.

## Calcolo del punteggio

Uno strike

Una partita di bowling è composta da 10 frame (frazioni) per ognuna delle quali si hanno a disposizione 2 tiri per abbattere più birilli possibile.
Il punteggio viene annotato in una apposita scheda con 10 caselle principali, una per ogni turno di gioco e normalmente si possono incontrare queste situazioni:
1º caso
è il più semplice: se non vengono abbattuti tutti i birilli nei due tiri a disposizione, si procede semplicemente alla somma aritmetica dei birilli abbattuti nei due turni del frame e si continua.
2º caso (spare)
si sono abbattuti tutti e 10 i birilli sfruttando entrambi i tiri del frame, cioè si è fatto uno spare (indicato solitamente con il segno "/"). In questo caso il punteggio del frame è di 10 punti più il punteggio del tiro successivo (cioè il primo tiro del frame seguente).
Ad esempio, se nel primo frame si esegue uno spare, e con il primo tiro del frame seguente si abbattono 6 birilli, i punti da segnare nella casella del primo frame saranno 16 (10+6). Il punteggio massimo ottenibile con uno spare è quindi 20, nel caso in cui vengano abbattuti tutti e 10 i birilli nel tiro successivo.
3º caso (strike)
si sono abbattuti tutti i birilli al primo tiro, ovvero si è fatto uno strike (indicato solitamente con il segno "X"). Lo strike vale 10 punti più il punteggio dei due tiri successivi. In questo caso il secondo tiro del frame non viene effettuato.
Ad esempio, se nel primo frame si fa strike, e nei due tiri seguenti vengono abbattuti rispettivamente 7 e 2 birilli, il punteggio del primo frame sarà 19 (10+7+2). Il punteggio massimo ottenibile con uno strike è quindi 30, nel caso vengano abbattuti 10 birilli anche nei due frame successivi (ossia si faccia un turkey, cioè tre strike consecutivi).
Se nell'ultimo frame della partita viene effettuato uno spare o uno strike, si effettuano uno o due tiri addizionali per permettere il calcolo del punteggio del frame, dato che, come si è visto, il punteggio in questi casi deve tener conto dei tiri successivi.
Nel caso si sia fatto strike, i tiri addizionali saranno due, mentre per lo spare si effettuerà solo un altro tiro.

### Perfect game
Il punteggio massimo ottenibile in una partita è di 300 punti: lo si ottiene effettuando strike in tutti e dieci i frame della partita e due strike nei due tiri addizionali.

## La pista

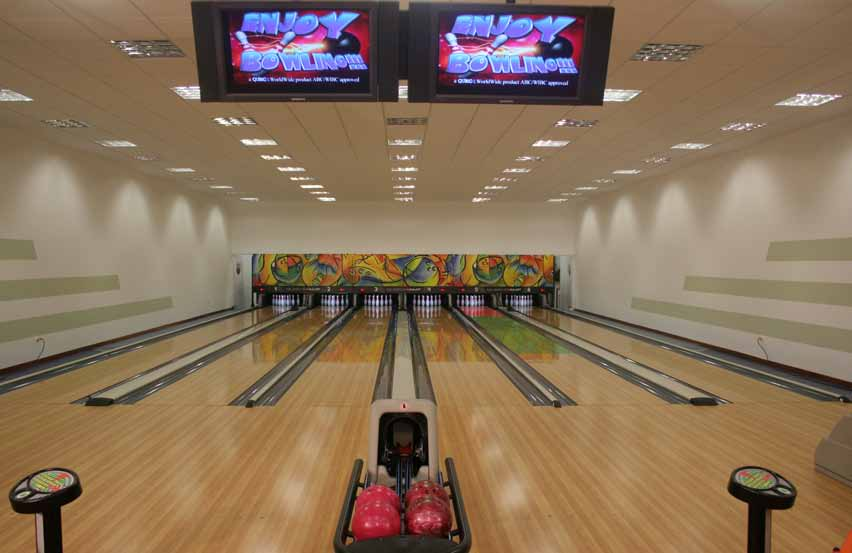
Pista da bowling

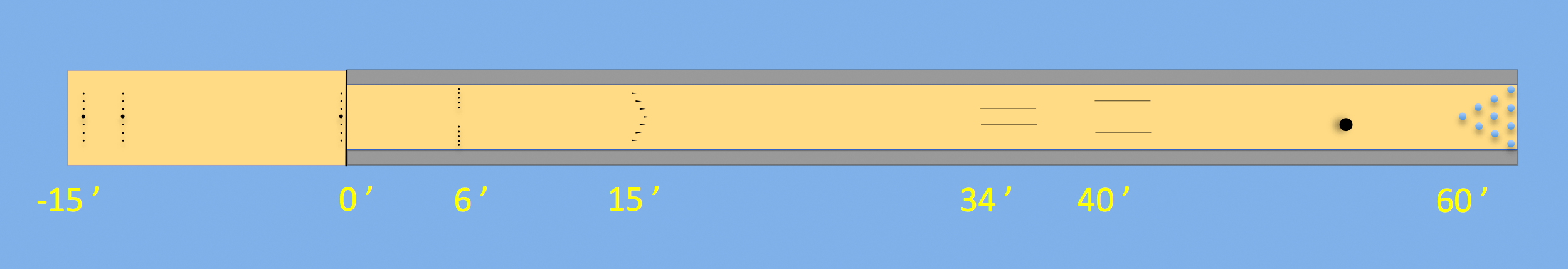
Dettagli pista (misurazioni espresse in piedi)

Si divide principalmente in quattro parti:
- zona di lancio (Approach)- (4,58 m la sua lunghezza minima), è la zona dove il giocatore prende la rincorsa per il lancio della boccia.
- la pista (Lane)- (18,30 m di lunghezza dalla linea di fallo al centro dello spot del birillo 1, tolleranza 13 mm), è la parte dove la boccia corre fino ad impattare con i birilli.
- piano dei birilli (Pin Deck) - (86,8 cm), è la zona dove i birilli stessi vengono posizionati.
- canali (Gutters), sono le parti di pista che annullano il tiro.

La costruzione della pista prevede una precisione assoluta: non deve presentare alcuna imperfezione e deve essere larga 106 cm, tolleranza 1/2 pollice (13 mm). Essa è costituita di 39 listelli; all'altezza della zona di lancio sono inoltre impressi 7 pallini in linea retta, che indicano sommariamente una zona di rilascio della boccia, e più avanti 7 frecce a scalare, che indicano i punti di mira. Il legno usato per costruire sia la zona di lancio che la pista è di due tipi differenti: uno proveniente dal Canada chiamato "acero bianco", capace con la sua elasticità di sopportare i forti impatti delle bocce e l'altro dalla Florida. Lo spessore della pista di legno è notevole, circa 6 cm, che progressivamente si riducono a causa del millimetro circa che viene consumato durante le periodiche levigature.

La pista, se in legno, viene ricoperta da lacca (a base solvente, nella zona lancio, a base acqua nell'approach) e deve essere sottoposta a periodica manutenzione (levigatura e successiva rilaccatura), generalmente ogni triennio, per evitare il deterioramento della superficie e, quindi, il peggiorare della qualità del tiro. Per proteggere lacca e legno, viene eseguito il "condizionamento", ovvero la pista viene lavata, asciugata e ricoperta da olio, progettato specificamente, più o meno viscoso. Esistono macchinari appositi che spruzzano detergente, aspirano il liquido, asciugano con un rullo di carta contenuto internamente ed infine depositano uno strato di olio, più o meno spesso, a seconda del tipo.
Il "condizionamento" è l'argomento più spinoso nello sport bowling ed è oggetto di discussioni tra i praticanti dello sport. Chi si limita a giocare a bowling spesso ignora che le piste siano oliate e, quindi, scivolose oltre la linea di fallo.
Ci sono vari tipi di condizionamento:
- per principianti: Oliata al centro e non ai lati. In questo modo la boccia (tirata ovviamente come lo sport prevede, quindi facendola girare) se sta per uscire prende più aderenza, e, a meno che il tiro non sia proprio fatto male, la boccia recupera un po' di pista prendendo il giro e tornando verso il centro.
- lunga: In questo caso la pista è tutta Oliata. Oltre ad essere oliata tutta, l'olio arriva fino a un paio di piedi dai birilli, rendendo difficile utilizzare il giro, inoltre, nonostante da lontano non sia visibile, dopo un numero discreto di tiri la pista perde della cera dove la boccia è passata con più frequenza, rendendo imprevedibile alcune volte il comportamento della boccia se ci va a transitare sopra.
- corta: In questo caso, al contrario di quella lunga, l'olio viene dato fino a qualche metro prima dei birilli, rendendo possibile effettuare tiri con il giro, molto spettacolari magari, ma pur sempre difficili!

Tra la zona di lancio e la pista è segnata una riga denominata linea di fallo che se toccata o superata durante il tiro, provoca l'annullamento del tiro stesso, considerandolo uno zero nel punteggio. Nel caso il tiro annullato sia il primo del proprio turno di gioco è tuttavia effettuabile il secondo che, anche se portasse all'abbattimento di tutti i birilli, verrà considerato spare. Però, se si scavalca la linea di tiro con la boccia ancora attaccata alla mano, non vi è fallo. In questo caso si ritira.
Se la boccia entra in canale, e poi rientra in pista, il tiro è nullo comunque.

## Il birillo

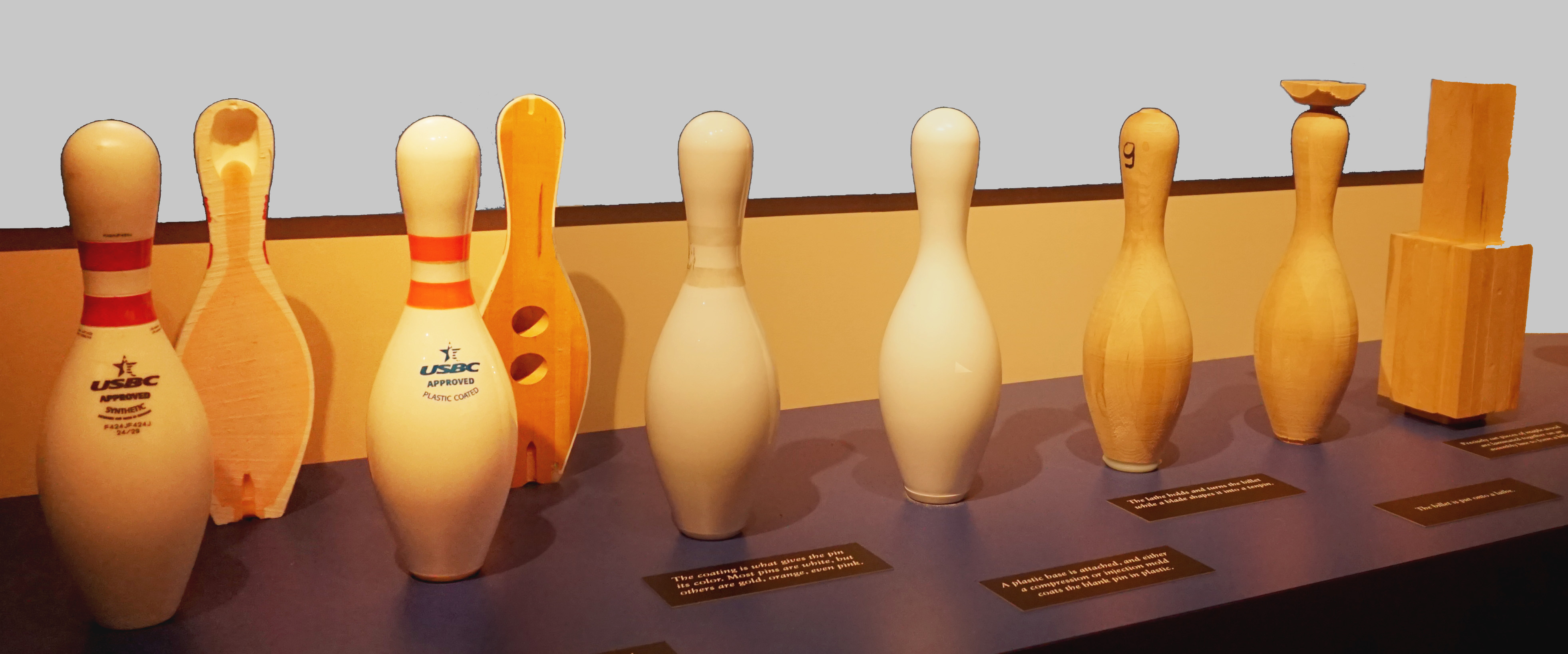
Birilli da bowling a dieci birilli mostrati in diverse fasi di produzione.

È la parte principale del gioco in quanto è l'oggetto da colpire. Un particolare di non poco conto è che, nonostante la sua forma particolare, se in materiale sintetico, deve essere costruito con un solo pezzo di materiale plastico, mentre birilli più "tradizionali" vengono costruiti con il nucleo in acero duro canadese ("Maple") usando più listelli e con l'esterno in materiale sintetico; è anch'esso oggetto di una rigida regolamentazione in quanto deve essere approvato dal USBC United States Bowling Congress. Il suo peso è compreso tra 1,531 e 1,644 kg ed è stato aumentato nel minimo di 4 once (113 g) nel luglio 1995.

## Attrezzatura

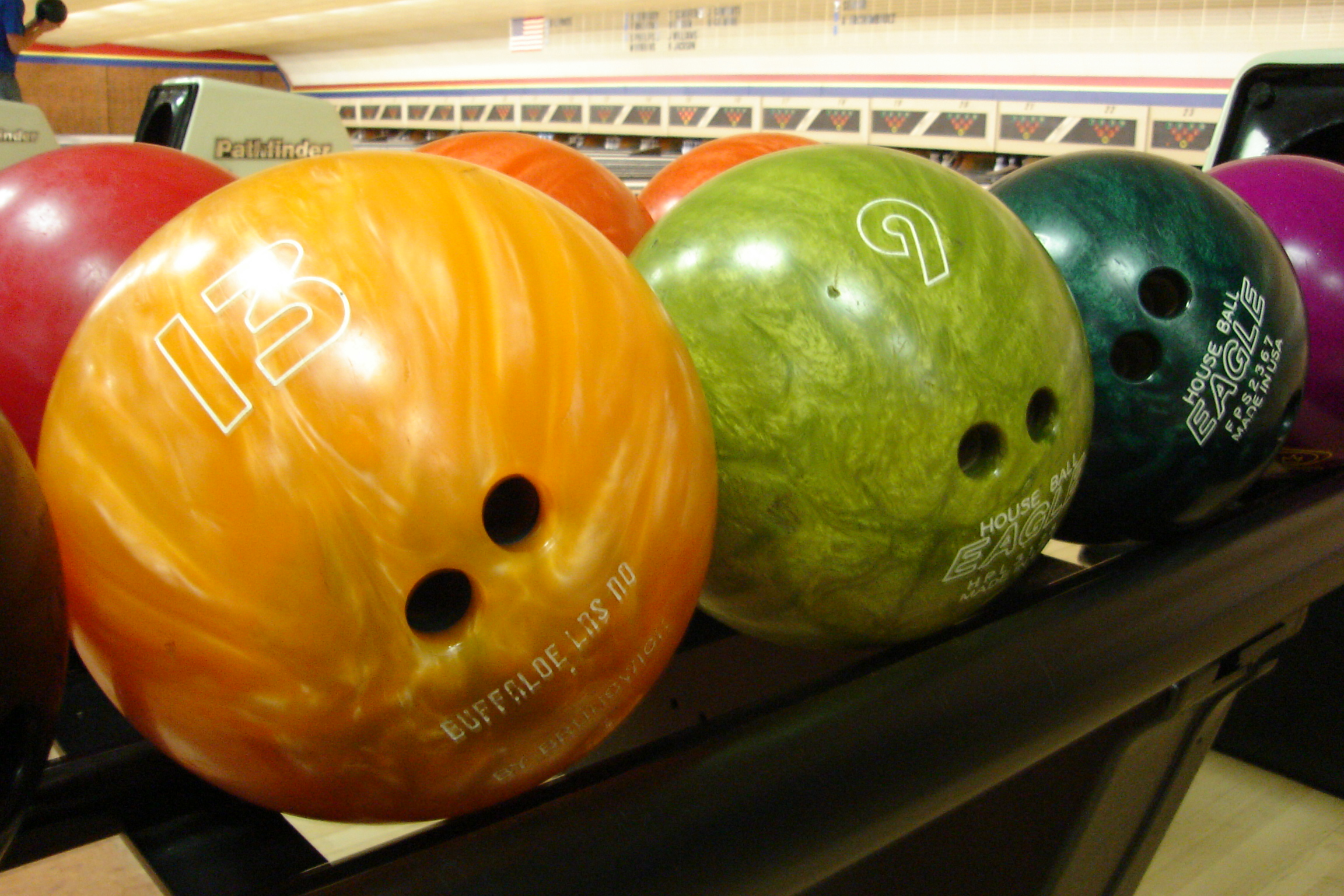
Bocce da bowling

### Boccia
La boccia è l'oggetto con il quale si cerca di abbattere il maggior numero di birilli; anch'essa è oggetto di regole ben precise: non può superare le 16 libbre (circa 7,26 kg) e non possono essere presenti parti mobili al suo interno; le moderne bocce possono però avere dei nuclei "decentrati", che accentuano l'effetto e aiutano il giocatore a influire sull'effetto dato alla boccia nella corsa verso i birilli.
La boccia per un giocatore di bowling professionista nasce senza forature; deve infatti essere costruita su misura, sia per quanto concerne l'ampiezza dei fori (e per la distanza tra di loro), sia per il peso, in quanto ogni giocatore affina un proprio stile di tiro.
Ci sono due tipi principali di bocce:
- primo tiro: questa è la boccia con cui si cerca di fare strike, o con cui si fanno tiri che si avvicinano al primo tiro, o che necessitano il giro (che aumenta la penetrazione fra i birilli, come 3 di fila, senza giri probabilmente ne cadranno solo 2). Questo tipo di boccia ha un nucleo spesso decentrato, o almeno ovale, differente a seconda che il giocatore sia destro o mancino. Inoltre vi sono due tipi di bocce da primo tiro. Una è per un gioco più lineare, quindi il decentramento sarà meno accentuato e l'asse della boccia non sarà molto variato. L'altra è una boccia per un gioco diagonale, che richiede più giro, quindi l'asse è spostato e la boccia gira con più facilità. Entrambi questi tipi di bocce hanno una buona presa sulla pista, nonostante un condizionamento particolare potrebbe vanificare (a volte quasi del tutto) un determinato tipo di gioco.
- spare: è una boccia liscia, spesso e volentieri molto più leggera della prima, dato che il suo compito è raggiungere i birilli rimasti con precisione, non necessitando quindi né di giro, né di penetrazione, che richiedono più massa e sforzo da parte del giocatore. Le bocce da spare sono totalmente di plastica.

### Birilli
I birilli sono l'obiettivo della palla da bowling nelle varianti di bowling. Le dimensioni e la forma dei birilli variano ma sono generalmente cilindriche e si allargano dove la pallina colpisce il birillo. I birilli da bowling a dieci birilli sono i più grandi e pesanti, con un peso di 3 libbre (1,5 kg). I duckpins sono più corti e tozzi dei tenpin standard e i candelabri sono i più alti (40 cm), ma solo (7,5 cm) di larghezza e 2 libbre (1,1 kg) di peso.
I birilli sono costruiti incollando blocchi di legno di acero di roccia nella forma approssimativa e quindi girando su un tornio. Dopo che il tornio ha modellato il perno, questo viene rivestito con un materiale plastico, verniciato e ricoperto con una finitura lucida.

### Scarpe
Il tacco del piede è generalmente realizzato in gomma dura, di colore chiaro per non lasciare segni, mentre la suola del piede scorrevole è realizzata in un materiale liscio che consente uno scorrimento regolare nello sgancio (generalmente bufalo o cuoio duro). Le scarpe da bowling possono essere acquistate e noleggiate presso i centri di bowling.

## Bowling a 9 birilli

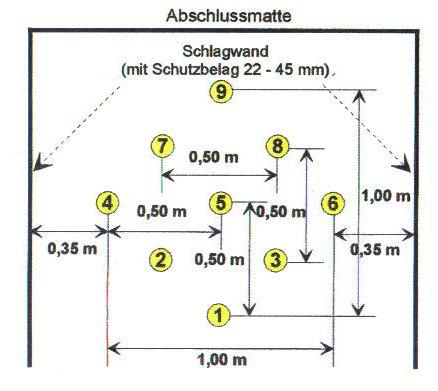
Posizione dei birilli nel bowling a 9 birilli

Il bowling a 9 birilli (Nine-pin bowling) è un gioco di bowling praticato in Europa e in misura limitata nelle zone rurali del Texas. Campionati europei si svolgono ogni anno. Oltre 90.000 iscritti sono in squadre in Germania, spesso giocato nelle kegelbahn ("piste da bowling") si pratica in quasi tutte le città tedesche. In Europa, nel complesso, ci sono circa 120.000 giocatori. Austria, Svizzera, Serbia, Slovenia, Croazia, Ungheria e il Liechtenstein sono altri paesi in cui il bowling a 9 birilli è praticato. La sua popolarità in Germania è tale che fu introdotto come sport dimostrativo ai Giochi mondiali di Duisburg 2005, senza tuttavia avere seguito nell'edizione successiva.

## Il bowling in Italia
Conta anche in Italia un nutrito seguito di praticanti a livello agonistico e come tutti gli sport professionistici ha una propria federazione, la FISBB (Federazione Italiana Sport Biliardo Bowling ) Disciplina Sportiva Associata al CONI. Il circuito agonistico si suddivide in circuito amatoriale e circuito agonistico, e quest'ultimo si suddivide in cinque categorie: A, B, C, D ed esordienti.
I tornei del ranking si svolgono durante tutto l'anno.
L'italiano Marco Reviglio nel 2007 si è laureato campione nello "European Champions Cup 2007".
L’atleta Filippo Amati  nel 2013 è diventato a soli 10 anni il più giovane atleta italiano a raggiungere un premio nazionale. È stato per tre anni consecutivi campione in carica nella FISBB under 18. Si è ritirato nel 2016 a causa della frattura scomposta del secondo dito della mano destra. 
Il 4 dicembre 2018, ai campionati mondiali di Hong Kong, l'Italia si laurea campione del mondo di specialità a squadre.
Durante i campionati europei di Monaco (giugno 2019), l'Italia ottiene una medaglia d'oro ed una medaglia di bronzo nella specialità tris, una medaglia di bronzo nella specialità a squadre ed una medaglia d'argento nella classifica All-Event (classifica nella quale figura, per singolo giocatore, la somma di tutti i birilli abbattuti durante le varie specialità della manifestazione).

## Termini tecnici
- Brooklyn: è un tipo di tiro, un giocatore destro solitamente colpisce diagonalmente i birilli 1-3, il tiro Brooklyn consiste nel colpire l'1-2, con una diagonale anormale.
- Spare: 10 birilli in due tiri.
- Strike: il tiro più ambito, 10 birilli al primo tiro.
- Double: 2 strike di fila.
- Turkey: 3 strike di fila. Quando prima e dopo i 3 strike c'è uno spare, viene anche chiamato Turkey sandwich
- Clover (Four-Bagger o Hambone): 4 Strike di fila.
- Cranker: giocatore che fa rotolare la boccia con elevato pendolo del braccio ed alta rotazione della boccia. Alto impatto a spese della precisione.
- Stroker: giocatore che privilegia equilibrio sull'approccio e sulla precisione. Movimenti aggraziati, velocità di sgancio e rotazioni non elevate. È chiamato "stile classico".
- Frame: il turno, deriva dal modo in cui convenzionalmente viene visualizzato il punteggio, in una cornice appunto. Consiste quindi di 2 tiri, o 1 in caso di strike.
- Split ("separazione"): è una sistemazione dei birilli. Dopo aver effettuato il primo tiro se i birilli rimasti in piedi non sono adiacenti, si dice che è stato effettuato uno split; il più difficile split da abbattere è il (7-10) "Occhi di serpente". Gli altri split si chiamano: "baby split" (più comuni 2-7 o 3-10), "grande quattro" (4-6-7-10), "Chiesa greca" (4-6-7-8-10 o 4-6-7-9-10) e "fit-in split" (più comuni 4-5 o 5-6), "Lily" (5-7-10).
- Canale: quando in un turno, ovvero con due tiri, non si riesce ad abbattere nemmeno un birillo.

## Opere sul bowling
Considerata la sua popolarità, specialmente negli Stati Uniti, il bowling non poteva sfuggire all'attenzione del cinema. Kingpin, realizzato dai fratelli Farrelly nel 1996, è un film dalle sfumature comiche incentrato sul mondo del bowling.
Ne Il grande Lebowski (1998) dei fratelli Joel e Ethan Coen, il protagonista Drugo e i suoi amici sono proprio un gruppo di appassionati giocatori di bowling.
Un film horror del 2008 incentrato sul gioco è Gutterballs, in cui i ragazzi protagonisti vengono uccisi proprio in una sala da bowling. L’episodio 8x01 de La vita secondo Jim, è incentrato sul tentativo del protagonista di effettuare una partita perfetta. Il titolo originale “Turkey bowl” è un riferimento alla terminologia specifica del bowling.